# Джордж Смит (физик)
Вижте пояснителната страница за други личности с името Джордж Смит.

Джордж Елууд Смит (на английски: George E. Smith) е американски учен, един от изобретателите на CCD устройствата. За този си принос Смит получава 1/4 от Нобеловата награда по физика за 2009 г.

## Биография
Роден е на 10 май 1930 г. в Уайт Плейнс, Ню Йорк. Завършва Пенсилванския университет през 1955 г., а през 1959 г. защитава докторска дисертация в Чикагския университет. Работи в Bell Labs от 1959 до 1986 г. в Мърей Хил, Ню Джърси, където се отдава на научноизследователска дейност в областта на лазерната оптика и полупроводниците.
През 1969 г. Смит и Уилард Бойл изобретяват CCD устройството, за което съвместно са удостоени с медала „Стюарт Балантин“ на Института „Франклин“ през 1973 г., наградата „Н. Либман“ на Института на инженерите електроници и електротехници за 1974 г., Наградата „Чарлз Старк“ за 2006 г. и Нобеловата награда по физика за 2009 г.